# Liste des présidents du conseil départemental de la Haute-Saône
Le président du conseil départemental de la Haute-Saône est élu pour 6 ans par le conseil départemental de la Haute-Saône.

## Liste des présidents
| Période                            | Période                      | Identité                     | Étiquette                    | Étiquette                    |
| Président du conseil général       | Président du conseil général | Président du conseil général | Président du conseil général | Président du conseil général |
| ---------------------------------- | ---------------------------- | ---------------------------- | ---------------------------- | ---------------------------- |
| 1934                               | 1940                         | André Liautey                |                              | PRRRS                        |
| 1945                               | 1949                         | Paul Besson                  |                              | PRRRS                        |
| 1949                               | 1951                         | André Maroselli              |                              | PRRRS                        |
| 1953                               | 1955                         | Maurice Georges              |                              | ARS                          |
| 1955                               | 1956                         | Pierre Vitter                |                              | RI                           |
| 1956                               | 1958                         | Marcellin Carraud            |                              | Divers droite                |
| 1958                               | 1970                         | Alfred Clerget               |                              | UNR                          |
| 1970                               | 1971                         | Jean-Marcel Jeanneney        |                              | UDR                          |
| 1971                               | 1976                         | Pierre Vitter                |                              | RI                           |
| 1976                               | 1977                         | Michel Miroudot              |                              | RI                           |
| 1977                               | 1979                         | Michel Miroudot              |                              | UDF (PR)                     |
| 1979                               | 1982                         | André Girard                 |                              | PS                           |
| 1982                               | 1989                         | Jean Reyboz                  |                              | UDF (CDS) puis Divers droite |
| 1989                               | 1998                         | Christian Bergelin           |                              | RPR                          |
| 1998                               | 2001                         | Marc Roussel                 |                              | PRG                          |
| 2001                               | 2001                         | Jean Reyboz (intérim)        |                              | Divers droite                |
| 2001                               | 2015                         | Yves Krattinger              |                              | PS                           |
| Président du conseil départemental |                              |                              |                              |                              |
| 2015                               | 2025                         | Yves Krattinger              |                              | Divers gauche                |
| 2025                               | En cours                     | Laurent Seguin               |                              | PS                           |